# Кладбище Пярнамяэ
Кладбище Пя́рнамяэ (эст. Pärnamäe kalmistu) — таллинский городской некрополь, находится к северу от центра города в районе Лайакюла (улица Пярнамяэ, 36). Является самым большим кладбищем города.

## История
Работы по устройству кладбища на участке пустоши Иру (55 га) были начаты в 1961 году. Силами работников кладбища в следующем году было построено хозяйственное здание, начаты прокладка дорожек и разбивка кварталов. Первое захоронение было произведено 27 ноября 1963 года.
Для ритуальных целей использовалась старая часовня Ируского прихода, построенная в 1936 году, в 1975 году было начато строительство новой часовни.
В 1978 году к кладбищу присоединили новую территорию в направлении Рандвере, площадь кладбища увеличилась до 102 га.
В 1992 году часовню перестроили под крематорий.
Из известных людей на Пярнамяэ похоронены дипломат Эрих Липсток, театральный деятель Бен Друй, историк и педагог Йоханнес Якобсон, кинорежиссёр Григорий Кроманов, спортсмен Густав Локотар и другие . На кладбище установлен камень в память о погибших 19 июля 1968 года в море 12 работниках таллинского таксопарка.

## Известные захоронения
См. категорию Похороненные на кладбище Пярнамяэ
- Дебора Вааранди (1916—2007) — поэтесса.
- Маргарита Войтес (1936—2024) —  певица оперы и оперетты. Народная артистка СССР.
- А. М. Денисов — советский офицер, участник Великой Отечественной войны.
- Эндель Иннос (1932—1992) — руководитель производственного объединения «Таллэкс», лауреат Государственной премии СССР, спортивный деятель.
- Григорий Кроманов (1926—1984) — кинорежиссёр, заслуженный деятель искусств Эстонской ССР.
- Эльберт Туганов (1920—2007) — эстонский кинорежиссёр-мультипликатор.
- Георгий Тэнно (1911—1967) — морской офицер, переводчик, спортсмен, политзаключённый, «убеждённый беглец», герой одной из глав «Архипелага ГУЛАГ».
- Семён Школьников (1918—2015) — советский кинорежиссёр, кинооператор, кинодокументалист, сценарист. Народный артист ЭССР (1978). Почётный гражданин города Таллина.

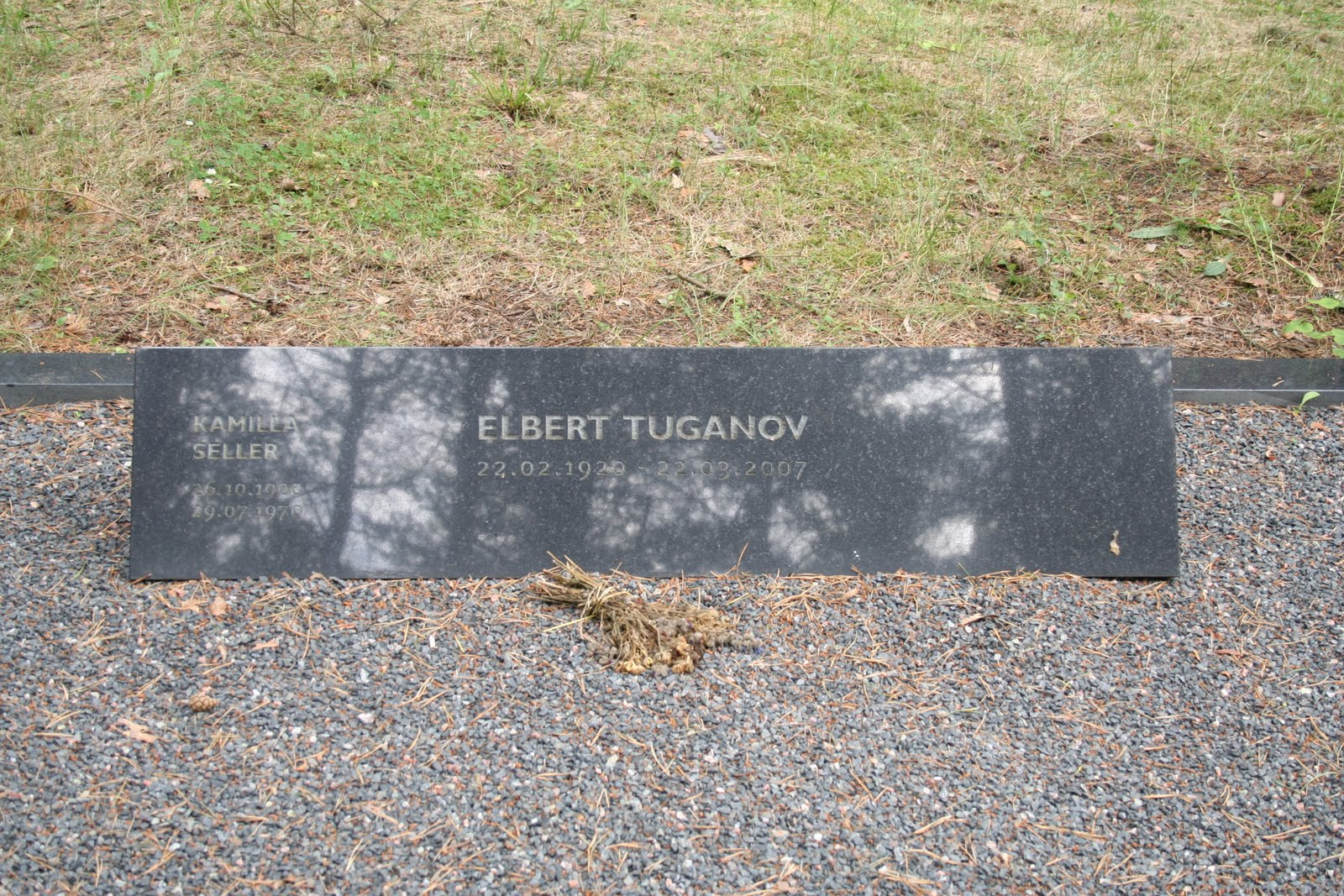
Могила Эльберта Туганова
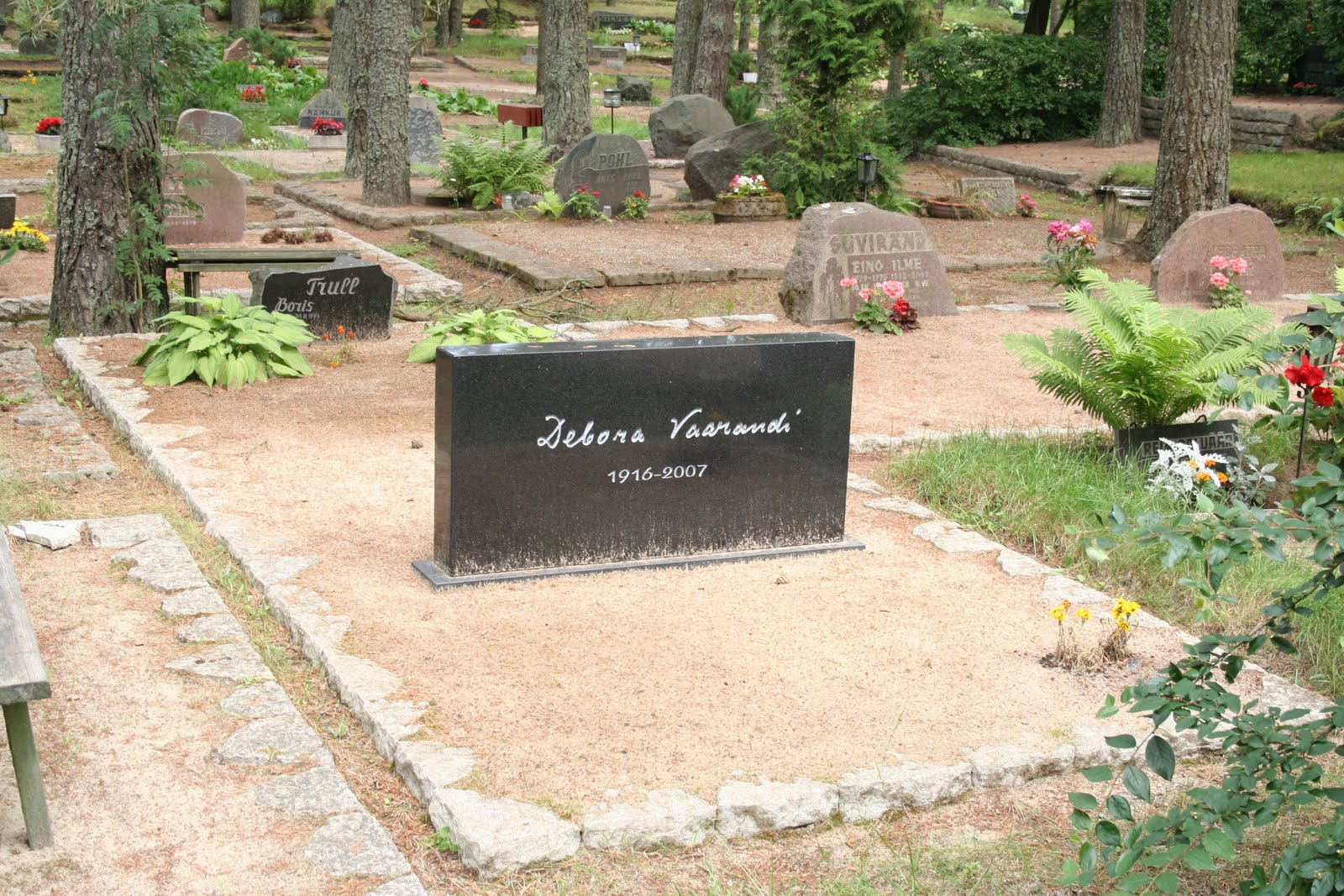
Могила Деборы Вааранди